# Psidium sartorianum
O cambuí (Psidium sartorianum (O. Berg) Nied.) é uma árvore brasileira ameaçada de extinção no estado de São Paulo, onde sua distribuição é restrita e não é encontrada em unidades de conservação.
A árvore é de grande beleza, pelo seu tronco quase branco e copa alta e densa.
Há desacordo sobre a classificação da planta. Alguns autores a consideram como Calyptropsidium sartorianum (O. Berg) Krug & Urb.

## Características
Altura de 12 a 16 m, copa globosa densa. Perenifólia, xerófita e secundária, exige solos férteis, profundos e bem drenados.
Tronco ereto pouco sulcado, de diâmetro até 40 cm, casca lisa clara.
Folhas simples, opostas, coriáceas, glabras, de comprimento até 5 cm.
Flores pedunculadas brancas, de agosto a setembro.
Os frutos são pequenas bagas globosas, de até 15 mm de diâmetro, superfície irregular, de cor amarela e polpa carnosa, com 1-2 sementes por lóculo. Amadurecem a partir de novembro e são muito procurados por várias espécies de pássaros.

## Ocorrência
Ocorre na América Central, incluindo Caribe, no México, e na América do Sul: Bolíva, Brasil (de São Paulo até o Pará), Colômbia, Equador, Guiana e Guiana Francesa.
No Brasil, é mais encontrada na Amazônia, mas também nas matas pluviais e semidecíduas. Apesar da grande área de distribuição, sua freqüência é ocasional e a dispersão descontínua.